# Kennet and Avon Canal
Kennet and Avon Canal är en kanal i Storbritannien.   Den ligger i riksdelen England, i den södra delen av landet, 150 km väster om huvudstaden London.